# Gainsboro
Il gainsboro è un colore definito dallo standard HTML, simile ad un grigio chiaro.
L'etimologia del termine gainsboro è incerta. Una possibilità è che derivi dalla peculiare tonalità utilizzata da Thomas Gainsborough nel celebre ritratto di lady Alston realizzato nel 1762. La tonalità avrebbe quindi preso il nome dall'artista stesso.